# Koniec śmierci
Koniec śmierci – powieść fantastycznonaukowa chińskiego pisarza Liu Cixina, wydana w 2010 roku. Jest to trzecia część cyklu „Wspomnienie o przeszłości Ziemi”, po utytułowanym Problemie trzech ciał i Ciemnym lesie. Powieść otrzymała nagrodę Locusa dla najlepszej powieści s-f w 2017 roku.

## Fabuła
Upłynęło pół wieku od bitwy w dniu Sądu Ostatecznego. Trwa kruchy rozejm, tylko groźba powiadomienia Wszechświata o położeniu Trisolaris, macierzystego świata obcych, powstrzymuje ich przed opanowaniem Ziemi. Nasza planeta w tym czasie przeżywa okres dobrobytu dzięki zdobyciu trisolariańskiej wiedzy. Na pozór wydaje się, że obie cywilizacje będą mogły dalej współpracować – ziemska nauka się rozwija, zaś Trisolarianie poznają ziemską kulturę. Obudzona z hibernacji Cheng Xin, naukowiec z XXI wieku, przypomina o zapomnianym programie ze swoich czasów, który może zmienić równowagę sił.